# Снелл, Ричард
Ри́чард Уэ́йн Снелл (англ. Richard Wayne Snell; 21 мая 1930 — 19 апреля 1995) — американский террорист и убийца, журналист. Член белой христианской организации — CSA.

## Биография
CSA (Завет, Меч и Божья Десница) была военизированной расистской организацией, основанной в 1971 году христианским фундаменталистом Джеймсом Элисоном, находилась посёлке Элохим Сити.
Участник акции по подрыву федерального здания Ричард Уэйн Снелл был также обвинён в убийствах чёрного полицейского в Арканзасе в 1984 году, а также хозяина ломбарда еврейского происхождения и владельца одного из ограбленных Снеллом оружейных магазинов, а также за взрыв здания ФБР в штате Оклахома 19 апреля 1985 года. Именно это здание ФБР, ровно через десять лет (19 апреля 1995) года взорвут Маквей и Николс, бойцы всё тех же группировок (Элохим Сити, А. Р.А.), в день казни Снелла. Этот взрыв (репортаж с места событий) видел и губернатор, и судья, и прокурор, и сам умирающий Снелл 19 апреля 1995 года.
Вечером, 19 апреля 1995 года (в день, когда Маквеем было взорвано то само здание Мюррэ в Оклахома-сити) Ричард Уэйн Снелл был казнён путём введения смертельной инъекции.
«Губернатор Такер, оглянитесь! Меч правосудия уже занесён над вами. Да здравствует Его победа! Земля мне пухом..» — таковы были последние слова Снелла, узнавшего о теракте в Оклахоме.
Тело Ричарда Уэйн Снелла было выдано его духовному наставнику Роберту Миллеру и похоронено на его родине в Оклахоме.